# San Matteo e l'angelo (Guercino Dresda)
San Matteo e l'angelo è un dipinto a olio su tela (89x71,5 cm) realizzato dal Guercino, databile al 1615 e conservato nella Gemäldegalerie Alte Meister di Dresda. 

## Storia
San Matteo e l’angelo è uno dei quattro dipinti raffiguranti gli evangelisti realizzati da Guercino intorno al 1615, su commissione di padre Antonio Mirandola, canonico della collegiata di San Salvatore a Bologna e in seguito presidente del monastero di Santo Spirito a Cento, nonché primo importante protettore dell’artista. I quattro evangelisti figurano nell'inventario della collezione del cardinale Alessandro d'Este, redatto nel 1624. Nel 1625 entrarono a far parte della Galleria Estense di Modena, dove rimasero fino al 1725, anno in cui il duca di Modena, Francesco III d'Este vendette più di 100 quadri all'Elettore di Sassonia e Re di Polonia Augusto III il Sassone (episodio noto come vendita di Dresda), per risanare le dissestate finanze del ducato. Dal 1746 i dipinti sono alla Gemäldegalerie Alte Meister di Dresda.
Per quanto riguarda la datazione la datazione, Matteo Marangoni aveva proposto una datazione molto più tarda, intorno al 1623, ipotizzando che il dipinto appartenesse a una diversa serie di evangelisti. Tuttavia, a partire dagli studi di Denis Mahon, la critica ha unanimemente respinto questa ipotesi, ritenendo incongrua la datazione suggerita con lo stile dell'opera e osservando, inoltre, l’assenza di qualsiasi menzione in letteratura di una seconda serie dipinta da Guercino.
Alla fine della seconda guerra mondiale, il dipinto fu requisito dall'Armata Rossa, come parte del trasferimento forzato di numerose opere d’arte dai musei tedeschi all'Unione Sovietica. Conservato per un decennio a Mosca, venne restituito nel 1955 alla Germania Est insieme ad altri capolavori della Gemäldegalerie Alte Meister, in seguito a un gesto politico voluto da Nikita Chruščëv.

## Descrizione e stile
ll dipinto raffigura san Matteo evangelista nel momento in cui, ispirato dall’angelo, si appresta a scrivere il Vangelo. Il santo è rappresentato come un uomo anziano, con il volto concentrato e la lunga barba bianca, mentre tiene una penna d’oca e un volume aperto, su cui posa la mano sinistra. Alla sua sinistra compare l’angelo, consueto attributo iconografico dell’evangelista, qui raffigurato con tratti efebici, il busto nudo e i capelli sciolti. Il giovane regge il libro sacro e rivolge lo sguardo verso l’osservatore con un’espressione composta e partecipe. Le figure sono collocate in uno spazio neutro, immerso in un’atmosfera raccolta e priva di elementi narrativi secondari. L’intensità emotiva della scena si esprime attraverso la gestualità controllata, i volti pensosi e la silenziosa intimità tra i due protagonisti. 
L'opera si distingue per l'uso di un efficace chiaroscuro, con forti contrasti tra luce e ombra che modellano i volumi e conferiscono profondità alla composizione. La luce, proveniente da sinistra, illumina selettivamente i volti e le mani dei protagonisti, sottolineandone l’espressione e l’azione. Questo trattamento luministico è caratteristico della cosiddetta "prima maniera" di Guercino, influenzata da Ludovico Carracci, la cui opera era ben nota al pittore per la presenza a Cento della pala raffigurante la Madonna col Bambino tra i santi Giuseppe, Francesco e i committenti, detta comunemente Carraccina. Il soprannome, coniato in ambito locale, unisce il riferimento al cognome Carracci alla parola dialettale "zinna", indicante la fonte di nutrimento, a sottolineare il ruolo formativo dell’opera per il giovane Guercino.